# Saint-Deniscourt
Saint-Deniscourt település Franciaországban, Oise megyében. Lakosainak száma 80 fő (2022. január 1.). Saint-Deniscourt Hautbos, Loueuse, Morvillers, Omécourt és Thérines községekkel határos.

## Népesség
A település népessége az elmúlt években az alábbi módon változott:
| Lakosok száma | 94   | 88   | 93   | 86   | 84   | 83   | 82   | 81   | 80   |
|               | 2013 | 2015 | 2016 | 2017 | 2018 | 2019 | 2020 | 2021 | 2022 |